# Крюгер, Эммануил Эдуардович
Эммануил Эдуардович Крюгер (17 [29] апреля 1865, Тверь, Российская империя — 25 апреля 1938, Ленинград) — российский скрипач и музыкальный педагог. Заслуженный артист Республики (1921).
Двоюродный племянник И. С. Тургенева.

## Биография
Учился в Московской консерватории у Ивана Гржимали, затем в Петербургской консерватории у Леопольда Ауэра. Был (наряду с Сергеем Коргуевым) концертмейстером созданного Ауэром оркестра студентов и выпускников консерватории, а с 1895 г. — концертмейстером оркестра балета Мариинского театра. Играл вторую скрипку в струнном квартете Ауэра.
Эммануил Крюгер участвовал в премьере второй редакции струнного секстета «Воспоминание о Флоренции» Чайковского в 1892 году.
С 1899 г. Крюгер преподавал в Петербургской консерватории, с 1908 г. профессор. Среди учеников Крюгера — альтист Александр Рывкин, дирижёр оркестра русских народных инструментов Николай Осипов, композитор Борис Бровцын и др. С 1929 года на пенсии.
Заслуженный артист РСФСР (1937).
Похоронен на Волковском лютеранском кладбище.
Старший сын Эммануила Крюгера Владимир Эммануилович Крюгер (1898—1960) был актёром Ленинградского Театра драмы им. А. С. Пушкина, снимался в небольших ролях в фильмах «Вратарь» (1936), «Балтийцы» (1937), «Пучина» (1958). Второй сын, Борис Эммануилович Крюгер (1902—1963), преподавал в средней специальной музыкальной школе при Ленинградской консерватории и был одним из первых учителей Владимира Спивакова.